# آریل پستانو
آریل پستانو (انگلیسی: Ariel Pestano؛ زادهٔ ۳۱ ژانویهٔ ۱۹۷۴) بازیکن بیسبال اهل کوبا بود.